# Guillermo Leon Saenz
Guillermo León Sáenz Vargas, meglio noto con il nome di battaglia di Alfonso Cano (Bogotà, 22 luglio 1948 – Suárez, 4 novembre 2011), è stato un rivoluzionario colombiano, capo politico e militare del movimento rivoluzionario armato colombiano di ispirazione marxista Fuerzas Armadas Revolucionarias de Colombia (FARC), dopo la morte del loro fondatore storico Luis Alberto Morantes detto Jacobo Arenas.

## Biografia
Attivista politico già durante gli studi universitari, negli anni settanta, all'Università Nazionale della Colombia, presso la facoltà di antropologia, militò nel movimento politico giovanile Juventud Comunista Colombiana, affiliato al Partido Comunista Colombiano. Dopo essere diventato commissario politico del suo partito, fu arrestato diverse volte per attività anti-governativa e insurrezionale. In quello stesso periodo entra in contatto con i militanti del gruppo insurrezionale delle FARC, e arriva addirittura a invitare alcuni suoi esponenti a tenere delle conferenze universitarie che avevano come argomento la teoria marxista. Nel 1981 fu arrestato dalla polizia di Bogotà e detenuto per oltre un anno e mezzo: riebbe la libertà liberato grazie a un'amnistia voluta dallo stesso presidente colombiano Belisario Betancur.

### Militanza nelle FARC
Entrato definitivamente nelle file della FARC, assume lo pseudonimo e nome di battaglia di Alfonso Cano, e si rende protagonista di una rapida ascesa al potere che lo porta in pochissimo tempo a far parte del cosiddetto Secretariado, ovvero il vertice di comando dell'organizzazione insurrezionale, grazie anche all'appoggio del leader politico e fondatore del movimento Manuel Marulanda Vèlez.
In quanto rappresentante politico del movimento, partecipò come delegato e rappresentante per le FARC alla conferenza di Tlaxcala, tra aprile e giugno del 1992, quando il movimento incontrò i rappresentanti del governo colombiano per porre fine alle ostilità tra le parti. A seguito del fallimento della conferenza di Caguán a cui Leon Saenz si rifiutò di partecipare perché scettico sulla possibilità di un loro successo, ideò, insieme ad un altro leader dei guerriglieri FARC, Jorge Torres Victoria detto Pablo Catatumbo, un'operazione di sequestro di dodici deputati appartenenti alla Asamblea Departamental del Valle del Cauca; terminato in modo tragico con la morte di undici dei dodici sequestrati, a causa di avvenimenti dalle dinamiche ancora poco chiare.

### Morte
Il 6 marzo 2008, il Miami Herald dichiarò che il quotidiano nazionale El Tiempo aveva riferito che le truppe stavano inseguendo Cano, e si credeva che fosse stato ferito in un attacco con un elicottero il 21 febbraio. Questo attacco, ostacolato dal cattivo tempo, ha avuto luogo al confine tra i due dipartimenti di Tolima e Valle del Cauca.
Cano fu  colpito e ucciso dalle forze armate il 4 novembre 2011 nel sud-ovest del Dipartimento di Cauca in quello che il governo colombiano ha soprannominato "Operation Odysseus". Il presidente Juan Manuel Santos ha confermato la sua morte in televisione. La morte del leader delle FARC avvenne alcuni mesi dopo che fuggì dalla sua roccaforte nel sud di Tolima, da allora braccato dalle forze armate. All'appello di Santos di deporre le armi, le FARC hanno risposto che avrebbero continuato la lotta contro il governo.